# 科隆历史
德國的科隆市始建於1世紀，前身為羅馬的「克勞蒂亞·阿格里皮娜的殖民地」（Colonia Claudia Ara Agrippinensium），這個名字來自於羅馬皇后小阿格里皮娜，她是在萊茵河畔誕生的。5世紀科隆被法蘭克人佔領，在中世纪，它是神圣罗马帝国的重要城市，是科隆大主教和選帝侯的所在地。作為帝国自由城市的科隆，是近代早期漢薩同盟的中心之一。
這座城市的大部分在第二次世界大戰的科隆轟炸中被摧毀，因此它在戰後西德的重要性有限。到1959年，它已恢復到戰前的人口水平，此时北萊茵-威斯特法倫州的政治中心成为了杜塞爾多夫，而聯邦共和國的首都设置在了波恩。在20世紀後期，科隆發展成為龐大的萊茵-魯爾大都市區的中心，它擁有約1200萬居民，其中超過100萬居住在科隆地區（截至2012年），使得科隆成为了继柏林、漢堡和慕尼黑之後德國的第四大城市。